# Jordan Glynn
Jordan Glynn (Waco, 26 giugno 1989) è un cestista statunitense.